# Marek Fijałkowski (szachista)
Marek Fijałkowski (ur. 27 maja 1941, zm. 3 stycznia 2016) – polski dziennikarz i szachista, drużynowy mistrz Polski w szachach z lat 1969 i 1972.

## Życiorys
W latach 1980–1988 był korespondentem Polskiej Agencji Prasowej w Brukseli. Pracował również jako redaktor  miesięcznika "Zarządzanie na świecie".  W latach 1969 i 1972 zdobywał złote medale drużynowych mistrzostw Polski w szachach, natomiast w latach 1963, 1968, 1971 – srebrne medale, a w latach 1959 i 1979 – brązowe. Był również złotym i srebrnym medalistą drużynowych mistrzostw Polski w szachach błyskawicznych.

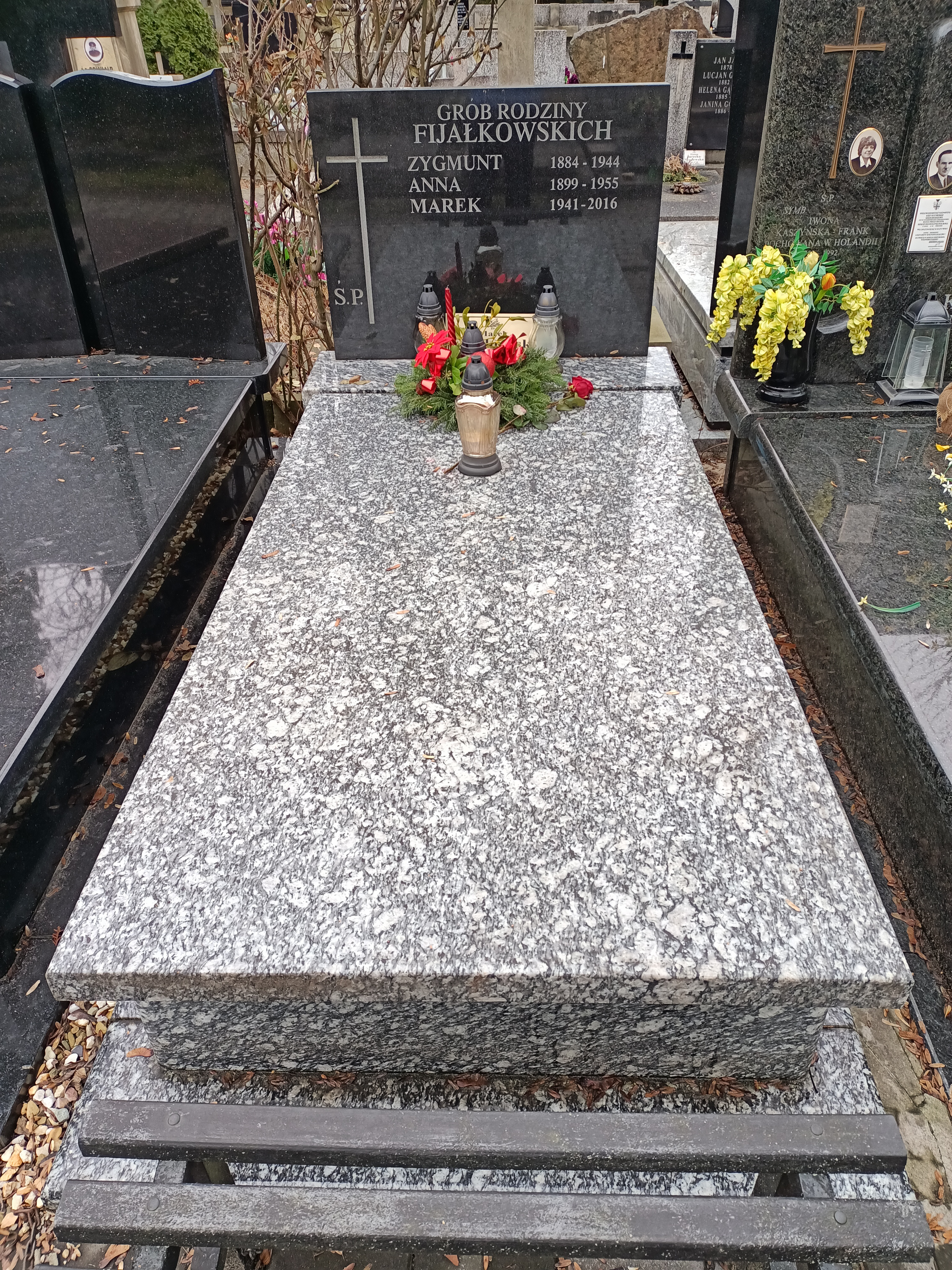
Grób Marka Fijałkowskiego na Cmentarzu Powązkowskim